# 勒勒努阿尔
勒勒努阿尔（法語：Le Renouard，法語發音：[lə ʁənwaʁ] ⓘ）是法国奥恩省的一个市镇，属于阿让唐区。

## 地理
勒勒努阿尔（48°55'16"N, 0°6'4"E）面积14.48 平方千米，位于法国诺曼底大区奧恩省，该省份为法国西北部内陆省份，北起顺时针与卡爾瓦多斯省、厄尔省、厄尔-卢瓦省、萨尔特省、马耶讷省和芒什省接壤。
与勒勒努阿尔接壤的市镇（或旧市镇、城区）包括：莱尚波、克鲁特、埃科尔什、圣热尔韦德萨布隆、利瓦罗派多日、欧日地区圣皮埃尔。

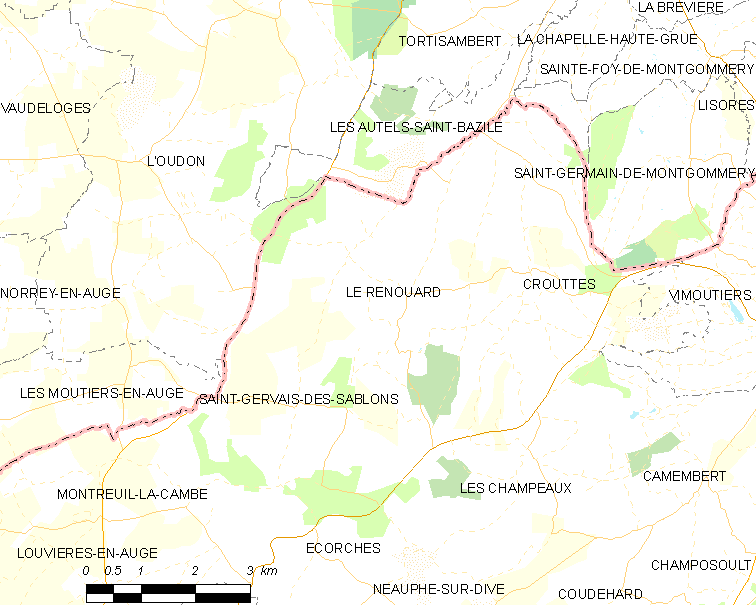
勒勒努阿尔的OSM定位图

勒勒努阿尔的时区为UTC+01:00、UTC+02:00（夏令时）。

## 行政
勒勒努阿尔的邮政编码为61120，INSEE市镇编码为61346。

## 政治
勒勒努阿尔所属的省级选区为维穆捷县。

## 人口

1962-2008年间勒勒努阿尔人口变化图示

勒勒努阿尔于2022年1月1日时的人口数量为203人。